# Mont-Saint-Martin (Meurthe-et-Moselle)
Mont-Saint-Martin település Franciaországban, Meurthe-et-Moselle megyében. Lakosainak száma 9282 fő (2022. január 1.). Mont-Saint-Martin Pétange, Aubange, Cosnes-et-Romain, Longlaville és Longwy községekkel határos.

## Népesség
A település népességének változása:
| Lakosok száma | 10 014 | 10 419 | 8660 | 8099 | 7946 | 8397 | 8807 | 8994 | 9020 | 9282 |
|               | 1968   | 1982   | 1990 | 2006 | 2013 | 2015 | 2017 | 2019 | 2020 | 2022 |